# Borboropactus cinerascens
Borboropactus cinerascens là một loài nhện trong họ Thomisidae.
Loài này thuộc chi Borboropactus. Borboropactus cinerascens được Carl Ludwig Doleschall miêu tả năm 1859.